# Aphanopetalum
Aphanopetalum — рід чагарників або ліан родини Aphanopetalaceae, які є ендеміками Австралії. Рід поміщений окремо в родину Aphanopetalaceae, яке, своєю чергою, тепер поміщено в порядок Saxifragales. До недавнього часу ця родина містилася в Oxalidales, а до цього рід входив до родини Cunoniaceae, також у Oxalidales. Типовим видом є Aphanopetalum resinosum. Є два види:
- Aphanopetalum clematideum (Harv.) Domin, ендемік вапнякових скель південно-західної Австралії[8]
- Aphanopetalum resinosum Endl., ендемік південного Квінсленда та Нового Південного Уельсу[9]

Aphanopetalaceae — це кущі з чечевицеподібними стеблами, які мають супротивні та пилчасті листя з дрібними «прилистками». Квітки і суцвіття пазушні. Квіти по суті без пелюсток і мають чотири великі білі чашолистки, які збільшуються в плодах (які є однонасінними).